# 譚曉榆
譚曉榆（英語：Hilary Tam，1988年4月27日—），生於香港，於加拿大多倫多大學畢業於政治系，2010年多倫多華裔小姐競選冠軍，2012年度香港小姐競選參賽者之一。

## 家庭
譚曉榆在香港出生，兩歲時隨家人移民到加拿大多倫多，近年移居英國生活。

## 選美生涯
2010年11月，譚曉榆參與競選2010年度多倫多華裔小姐競選成為3號的候選佳麗，贏得冠軍、最上鏡小姐和魅力傳城大獎。譚曉榆與2011年度多倫多華裔小姐冠軍洪美珊共同代表多倫多出選2012年國際中華小姐競選，最終落選。同年，她回到香港直接參與2012年度香港小姐競選，惟最終未能夠晉身十強。

## 參選選美活動
- 2010年多倫多華裔小姐競選
- 2012年國際中華小姐競選
- 2012年度香港小姐競選

## 獲得獎項

### 2010年多倫多華裔小姐競選
- 冠軍
- 最上鏡小姐
- 魅力傳城大獎

## 外部連結
- 譚曉榆的Instagram帳戶
- 多倫多華裔小姐2010官方網頁
- 多倫多華裔小姐2010 - 譚曉榆簡介
- 加拿大娱樂生活雜誌網上板第76-77頁介紹譚曉榆
- 2012香港小姐競選 - 譚曉榆 Hilary Tam - 佳麗檔案